# Grande forme
Le terme musical de grande forme s'emploie en opposition avec celui de la « petite forme ».
Les pièces musicales courtes, généralement en un unique mouvement (mais cela peut s'employer pour des suites de plusieurs pièces courtes), comme le lied, appartiennent au domaine de la petite forme, tandis que les grandes pièces en plusieurs mouvements (comme les symphonies) correspondent à grande forme.